# Малое Пулозеро
Малое Пулозеро («Пулозеро» в переводе с кильд. — «Озеро берестяных поплавков») — небольшое пресноводное озеро, расположенное в центральной части Кольского полуострова на территории сельского поселения «Пушной» Кольского района Мурманской области России в полукилометре к востоку от Пулозера. Малое Пулозеро входит в состав бассейна реки Кола.
Малое Пулозеро имеет вытянутую с севера на юг форму.
Вдоль восточного берега Малого Пулозера пролегает автомобильная дорога Р21 «Кола», а вдоль западного берега — и железнодорожная ветка «Санкт-Петербург — Мурманск».